# 北弗萊縣
6°7′S 141°18′E / 6.117°S 141.300°E

北弗萊縣（North Fly District），是巴布亞新畿內亞的縣份之一，位於新畿內亞島西南部，由西部省負責管轄，首府設於基溫加，面積21,846平方公里，2011年人口62,850，人口密度每平方公里2.9人。